# Носферату – симфония на ужаса
„Носферату – симфония на ужаса“ (на немски: Nosferatu – Eine Symphonie des Grauens) е германски ням филм в пет действия на режисьора Фридрих Мурнау. Направен е като филмова екранизация на романа Дракула на Брам Стокър. Разлика с романа се наблюдава в някои подробности, например вампирът става носферату, „граф Дракула“ става „граф Орлок“.
Носферату е един от първите представители сред филмите на ужасите. С визуалната си техника успява да повлияе върху жанра. В същото време работата върху демоничния главен герой с неговите съновидения и мъчения, както и измъчената му душа, дават правото филмът да се смята за едно от най-важните творби на киното на Ваймарската република. Лентата е считана за една от най-внушителните в нямото кино.
Наследниците на Стокър завеждат дело срещу тази адаптация. През 1925 г. съдът отсъжда всички копия от филма да бъдат унищожени. Въпреки това няколко копия оцеляват и днес вече филмът е достъпен в няколко възстановени версии. До 2017 г. това е третият най-добър рецензен филм на ужасите за всички времена.

## Създатели на филма
- Фридрих Вилхелм Мурнау – режисьор
- Енрико Дийкман – продуцент
- Албин Грау – продуцент, художник
- Хенрик Гален – филмов сценарист, версия по романа „Дракула“ на Брам Стокър
- Фриц Арно Вагнер – оператор
- Гюнтер Крампф – оператор
- Джеймс Бернард – композитор
- Ханс Ердман – композитор
- Карлос Ю. Карза – композитор
- Тимоти Ховард – композитор
- Ричард Мариот – композитор

## Актьорски състав
- Макс Шрек – граф Орлок
- Густав фон Вангенхайм[1] – Томас Хутер
- Грета Шрьодер[2] – Елен Хутер, съпругата на Томас Хутер
- Георг Шнел – Хардинг, богат собственик на кораб
- Рут Ландшоф – Анни, сестра на Хардинг
- Густав Ботц – професор Сийвърс, градския лекар
- Александър Гранах – Кнок, строителен предприемач
- Джон Готовт – професор Булвър
- Макс Неметц – капитан на кораба
- Валфганг Хайнц – помощник капитан на кораба
- Алберт Венор – матрос на кораба
- Ерик ван Вийле – матрос на кораба
- Карл Етлингер – инспектор на кея
- Ханс Лансер Рудолф – магистрат
- Лони Нест – детето на прозореца
- Фани Шрек – медицинската сестра в болницата
- Харди фон Франсоа – лекар в болницата
- Хайнрих Вите – надзирател в психиатричната клиника

## Сюжет
Внимание:  Текстът по-долу разкрива сюжета на произведението (или части от него)!
През 1838 г. Томас Хутер живее в измисления германски град Уисборг. Работодателят му Кнок го изпраща в Трансилвания, за да посети нов клиент на име граф Орлок. На път за Карпатите, Хутер спира в хана да вечеря. Местните там изпитват страх само от споменаването на името на Орлок и го разубеждават да пътува до замъка си през нощта.
Хутер успява да прекоси моста и капитанът му посочва да се качи на борда. Хутер е посрещнат в замъка от граф Орлок. Докато Хутер вечеря, случайно си порязва палеца, в този момент Орлок се опитва да изсмуче кръвта, но неговият гост го отблъсква и дърпа ръката си. На сутринта Хутер забелязва пробождания по врата, в писмото, което изпраща до съпругата си Елен, той пише, че ги отдава на комарите.
Орлок подписва документите, необходими за да купи къщата на Хутер в Уисборг и открива снимка на съпругата на Хутер, забелязвайки, че има прекрасен врат.
Четейки книга за вампирите, която е взел от местния хан, Хутер започва да подозира, че Орлок е Носферату – „Птицата на смъртта“.
Когато приближава полунощ, Хутер се хвърля в стаята си, но няма как да заключи вратата. В този момент тя се отваря от самосебе си и Орлок влиза, разкривайки най-накрая истинската си природа, а Хутер прави безнадежден опит да се скрие под леглото. Когато пада в безсъзнание, съпругата му се събужда от съня си и в състояние на транс излиза към балкона и към парапета.
Изненадан, Хардинг вика името на Елен и тя припада. Докторът пристига, тя продължава да вика името на Хутер. Очевидно може да види Орлок в замъка, заплашващ нейния съпруг. Лекарят вярва, че това състояние, подобно на транс, се дължи на „кръвотечение“.
На следващия ден Хутер изследва замъка. В криптата той открива ковчега, в който Орлок спи. Хутер се ужасява и се връща в стаята си. Часове по-късно от прозореца вижда, че Орлок натрупва ковчези върху каретата и влиза в последния, преди да тръгне. Хутер се опитва да избяга от замъка като скача през прозореца, но от падането припада и остава в безсъзнание, докато не се събужда в болница.
Когато се е възстановил достатъчно, той тръгва към дома. Междувременно ковчезите се доставят надолу по реката на сал. Те се прехвърлят на шхуна, но когато се отварят от екипажа, множество плъхове плъзват навсякъде.
Моряците на кораба започват да се разболяват един по един. Скоро всички, освен капитана и неговия помощник, са мъртви. Подозирайки истината, първият помощник на капитана отива долу, за да унищожи ковчезите. Орлок обаче се събужда, ужасен от гледката морякът скача в морето. Без да знае за опасността, капитанът става последната жертва на Орлок. Когато корабът пристига във Висборг, Орлок остава незабелязан. Носейки един от ковчезите си той се придвижва до къщата, която вече е купил.
На следващата сутрин, когато корабът се инспектира, капитанът е намерен мъртъв. След преглед на дневника лекарите приемат, че причината за всички смъртни случай е върлуващата чума. Градът е изпаднал в паника, а хората са предупредени да сеи останат по домовете.
Кнок, който е бил в психиатрично отделение, бяга след убийство на пазача.
В същото време Орлок се взира от прозореца си към спящата Елен. Въпреки забраната на съпруга си, Елен прочита книгата, която намира. Книгата твърди, че начинът да се победи вампирът, чрез жена, която трябва да е с чисто сърце и да успее да разсее вампира с красотата си. През нощта тя отваря прозореца си, за да го покани, но припада.
Хутер я намира. Тя го изпраща, да доведе професор Блувър. След като си тръгва, Орлок влиза. Елен живее толкова дълго, колкото да бъде прегърната от мъжа си. Последната сцена показва разрушения замък на граф Орлок в Карпатите, символизиращ края на царуването му.

## История за създаването

### Сценарий
„Носферату“ е единствената филмова продукция на „Prana Film“, създадена през 1921 г. от Енрико Дийкман и Албин Грау. Грау има идеята да създаде вампирски филм. Вдъхновението за него идва от военното преживяване на Грау: през зимата на 1916 г. сръбски селянин му казал, че баща му е вампир и е един от немъртвите. Дийкман и Грау възлагат на Хенрик Гален да напише сценарий по романа на Брам Стокър от 1897 г. „Дракула“, въпреки че филмовите права върху книгата не са придобити от „Прана-филм“. Авторът на сценария премества романа в измислен северногермански пристанищен град на име Уисборг и променя имената на героите. Към това добавя в историята, че вампирът носи чумата чрез плъховете в Уисборг. От фигурата на вампира ловец Ван Хелсинг се отказва.
Сценарият на Гален е ритмично поетичен, но без да бъде толкова разрязан и разкъсан като книгите на автора Карл Майер, който е силно повлиян от експресионизма. Лот Е. Айснер нарича скрипта на Гален „пълен с поезия, пълен ритъм“. Грау, който е учил в Академията за изкуство в Дрезден, поема художествената насоченост и проектирането на декорации и костюми. Музикалният директор на Prana Film Ханс Ердман отговаря за филмовата музика. Неизвестният актьор Макс Шрек от Мюнхен се ангажира с главната роля. Макс Рейнхард обучава актьорите – Грета Шрьодер, Густав фон Вангенхайм и Александър Гранах, който е бивш съученик Мурнау от драматичната школа на Рейнхард в „Deutsches Theater“ в Берлин.

### Заснемане
Снимането започва през юли 1921 г. с външни записи във Висмар. В Любек изоставени сгради на склад за сол са използвани за новото местожителство на Носферату в Уистборг. По-нататъшни записи са в Лауенбург, Росток и Силт. След това филмовият екип пътува до Карпатите, където Арбубург служи като фон на замъка на Орлок. В непосредствена близост са намерени други филмови места.
Екипът на филма използва панорамата на Високите Татри за планините. От октомври до декември 1921 г. някои от снимките са направени в студиото JOFA в Берлин-Йоханистал, а в Tegeler Forst са заснети други снимки.
Фриц Арно Вагнер, светлинният фотограф, разполага само с една камера на разположение за намаляване на разходите. Режисьорът последва внимателно сценария на Гален, като добавя само ръкописни инструкции и бележки за позициониране на камерата, осветление и други подобни. Дванадесет страници от сценария са пренаписани от Мурнау. Мурнау работи с щателна подготовка. Има художествени скици за всяка сцена, която трябва да съответства точно на по-късната филмова картина. За ритъма на изпълнителите той използва метроном.

### Премиера
Филмът се рекламира усилено. Малко преди световната премиера, в списание Bühne und Film се публикува рекламна брошура със съдържанието, сцени и снимки от работа по филма, доклади за продукцията и есета, включително и трактат за вампиризма. Премиерата на „Носферату – симфония на ужаса“ се състои на 4 март 1922 г. в мраморната зала на зоологическата градина в Берлин. Това събитие е планирано като голяма социална вечер, под надслов „Празникът на Носферату“ и с появата на гости в бидермайерски костюми.
Пролог, написан от Курт Александър по модел на Гьоте, открива сцената, по време на която Ото Крембах, под ръководството на композитора, изпълнява филмовата музика. Изпълнението на „Носферату – симфония на ужаса“ е последвано от танцовата пиеса „Серенадата“ (на немски: Die Serenade), написана от Ердман, представена от солистка на Градската опера в Берлин. Лентата привлича много известни филмови творци на Берлин, включително Ернест Любитиш, Ричард Осуалд, Ханс Крели, Йоханес Риман и Хайнц Шал. Премиерата на „Носферату – симфония на ужаса“ се състои на 15 март 1922 г.

## Критика
„Носферату“ довежда режисьора Мурнау в общественото полезрение, особено след като филмът му „Горящото поле“ (на английски: The Burning Field) е пуснат само няколко дни по-късно. Пресата съобщава широко за филма и неговата премиера.
Ханс Воленберг описва филма като сензация в „Lichtbild-Bühne No. 11“ от 11 март 1922 г. и възхвалява природните картини на Мурнау, определя ги като „елементи, създаващи настроение“. Постановката е определена като „шедьовър“. Във вестник Vossische на 7 март 1922 г. „Носферату“ е охарактеризиран като филм със специално кинематографично качество, а постановката със „собствен филмов стил“.
Росентал се занимава с фигурата на вампирите в „Berliner Lokal-Anzeiger“ от 6 март 1922 г. пише: „Макс Шрек от Мюнхен несъзнателно взема водеща роля.“
Бела Балас хвали фокусирането на филма върху природата. Според нея филмът е толкова силен, „защото най-силното чувство за свръхестественото е просто и е открито от природата“.

## Други версии
Въпреки усилията на Флоренция Стокър да унищожат съществуващите копия на филма, много от тях останат непокътнати. Филмът вече е бил продаден в чужбина, а в много страни вече съществували версии, които се различават по междинните заглавия. В края на 20-те години на 20. век френската версия е много популярна сред сюрреалистите, като Андре Бретон. Тази френска версия в крайна сметка стига до Съединените щати и е подкрепена с английски субтитри. Филмовите герои вече са кръстени по романа на Стокър, Джонатан и Мина Харкър, Дракула, Ренфийлд и така нататък.
През 1930 г. под заглавие „Дванадесети час“ е пусната версия на филма, след немската филмова продукция, без разрешението на Мурнау. Валдемар Роджър, като художник, е получил допълнителни кадри от Албин Грау. Роджър променя имената на главните героите: Улкок е от Орлок, Карстен от Кнок, Кундберг от Хът, Елън получава името Маргита и Хардинг става Хартунг. Сцената с щастливата двойка Хътър и Елън, която във версията на Мурнау е в първия акт, Роджър поставя в края на филма. Освен това той заснема повече сцени, включително и „Панаир на смъртта“ с Ханс Бехал като свещеник, който е станал жертва на цензура. Новата филмова музика е от Георг Фибигер.
Поради оригиналното нарушение на авторските права от Прана и тъй като нито те, нито компанията, която следва след това, не са подали заявление за авторско право за „Носферату“ в САЩ, филмът се счита за обществено достояние. Много компании, които произвеждат видеоклипове, се възползват от свободата на авторското право и разпространяват филма под различни имена като „Дракула“, „Терор на Дракула“ и „Носферат вампирът“, както и версии с различно качество, много от които са производни издания на Blackhawk Films от началото на 1970-те години.

## Реконструкции и възстановявания
От 1981 г. „Носферату“ е реконструиран и реставриран за първи път по инициатива на Filmmuseum München. Използват се немски, френски и испански версии, включително и копие от „Дванадесетия час“ в Cinémathèque française. Тази версия обаче не е написана като оригинална версия на Мурнау, но отново е в черно и бяло. Взаимовръзките са възстановени въз основа на филмово копие от Държавния филмов архив на ГДР. Цветната версия на това възстановяване е произведена чрез копиране на филтър. Тя има премиера по повод Международния филмов фестивал в Берлин на 20 февруари 1984 г., в който е показан филмът в чест на Лот Е. Айснерс. Салонният оркестър изсвирва оригиналната музика на Ердман.
Версия, базирана на тази версия, но допълнена от Ено Паталас се показва от 1 февруари до 5 февруари 1987 г. в Мюнхен. Под ръководството на Берндт Хелър, симфоничният оркестър свири оригиналната филмова музика на Ердман. Тази версия също се излъчва по ZDF през 29 декември 1988 г., като цветовете и контрастите се преработват от видеотехнология, а скоростта се намалява до 18 кадъра в секунда. Музиката за тази телевизионна версия е написана от Ханс Посега.
Друг опит за възстановяване е предприет през 1995 г. по проекта „Люмиер“. На основата на нитрационното копие на филма от ново поколение, новооткрито от експерта Луциано Бериатура, филмът е преработен под егидата на Cineteca di Bologna. Тази версия, която е преработена по-специално по отношение на цветовете, се изпълнява на различни филмови фестивали, като например в Кан, Болоня и Лондон.
Между 2005 и 2006 г. фондация „Фридрих Вилхелм Мурнау“ създава преработка, в която филмът е напълно цифровизиран и всеки отделен образ е редактиран, за да се изчисти, да се освободи, да ретушира връзките и да стабилизира образа. Използваният материал е от френско копие. Липсващите сцени са допълнени с две резервни копия на архива на Федералния архив от 1939 и 1962 г., които се основават на чешка версия от 20-те години на 20. век. Отново се използва копие на „Дванадесетия час“. Оригиналните германски субтитри са вмъкнати от резервното копие на Bundesarchiv-Filmarchiv във възстановената версия. Липсващите субтитри са преработени и адаптирани към оригиналната типография. Тази версия, придружена от музиката на Ердман, е издадена на DVD от Transit Film в Германия.

## DVD издания
Има около дузина различни DVD версии на „Носферату – симфония на ужаса“ на западния пазар. За това съществено допринася фактът, че преди 1923 г. се публикуват произведения и по този начин в САЩ „Носферату – симфония на ужаса“ става обществено достояние. Версии на филма стават достъпни със субтитри на различни езици и разнообразна филмова музика.

## Визуален стил

### Разположение и композиция на изображението
Необикновена особеност на немски филм от това време е големият брой външни записи и интензивното използване на реално съществуващи места. По този начин режисьорът отрича изкуството на експресионистичните филми, тъй като те са свързани с филми като „Кабинетът на доктор Калигари“ (от немски: Das Cabinet des Dr. Caligari) (1920) и „Der Golem, wie er in die Welt kam“, (Paul Wegener и Carl Boese, 1920), за разлика от това, записите на Мурнау са натуралистични и, според Айснер, съдържат „нещо от почти документалните филми на Александър Довженко“. По този начин филмът постига своя ужасен ефект чрез кражбата на невероятното в ежедневието, чрез обръщане на значенията на идиличните, натуралистични сцени.

Гилер и Кастен отбелязват: 
| „ | Ужасът възниква от довереника, а не от ненормалното. | “ |

Чрез средствата на живописния дизайн, Мурнау успява въпреки пасивното си, само документирано отношение към изобразения свят, да постигне експресивно изразяване. Лот Ейзнер се позовава на сцената, в която саргоните с черни дрехи се спускат по тясна алея в дълго шествие.
| „ | Най-изразителният израз, както се изисква от експресионистите, се постига тук без изкуствени средства. | “ |

Особено във взаимодействието на филмовите фигури и архитектурата, Мурнау създава тази сила на изразяване: вампирът често стои пред вдлъбнати входове, под арки или пред саргонообразни отвори. Формата му с крив нос и гърбица е свързана с архитектурните трезори и арки. Фрийда Графе вижда „паралелизация на тялото и конструкцията“, която описва така: 
| „ | Както Карпатският замък на Орлок, така и новата му къща в Уисборг са пусти и разрушителни, съответстващи на неговата самота и положението му между живота и смъртта. | “ |

### Осветление и управление на камерата
Настройката на светлината в „Носферату“ е специално проектирана в призрачните сцени в стил Low-key-Fotografie. Само индивидуалните фигури или зоните с изображения се осветяват по посока на посоката, докато останалата част от изображението остава в полумрака или на тъмно. Това създава пластични сенчести ефекти, по-специално такъв ефект е сянката на тялото на вампира, което така разширява живописното пространство.
Според Силке Бекман, обученият на изкуство Мурнау се опира на модели в живописта, особено на Рембранд, Йоханес Вермер, Хендрик Тру Брюгън и Франс Халс. В цветните кодове Мурнау се придържа към конвенциите от онова време: нощните сцени боядисани в синьо, интериорът през деня „сепия“ и жълто-оранжево през нощта. Оцветяването в розово Мурнау е избрал за сцените при зазоряване.
Тъй като камерата в „Носферату“ остава предимно статична и неподвижна, Мурнау работи с движение и зашеметява в рамките на твърдия кадър, за да направи събитието динамично. Тъй като корабът на Орлок бавно минава във филма от дясно наляво, Мурнау използва „ефективното впечатление от напречното движение“, според Айснер.

Високата светлина на субективизирания поглед е сцената, в която вампирската фигура се вглежда директно в камерата, обръща се към зрителя и по този начин „четвъртата стена“ (vierte Wand) е счупена: 
| „ | Вампирът, с неговата гигантност, разрушава размерите на екрана и пряко застрашава зрителя. | “ |

### Визуални ефекти
Мурнау използва филмови трикове в Носферату, за да отбележи прехода на Хутер в света на графа. Чрез индивидуалното превключване на изображението на камерата, Хутер има временно прекъсване на ефекта. Докато режисьорът използва негативни изображения в по-нататъшна сцена и по този начин обръща тоналните стойности, възниква впечатлението, че каретата минава през бяла духова гора. Чрез двойна експозиция в някои сцени с вампира се появяват избледняващи ефекти, които създават ефект, че може да мине призрачно през затворени врата.
Том Коебър описва тези ефекти като обезпокоителен ефект и ги нарича “весели картини на шегите от времето на Laterna magica„
Зигфрид Кракауер също вярва, че прозрачността на триковете би предотвратила трайния им ефект върху зрителя.

## Драматургия

### Повествование
На първо място Носферату е прост фолклор, който води линейно към края на неизбежната консистенция. Подобна история се среща в „Последния човек“ на Мурнау (1924 г.) и Фауст (1926 г.). При по-внимателна проверка обаче многото различни разказвания разкриват историята от различни гледни точки: шефът на Хутер, суеверните селяни, книгата за вампирите, както и други писмени истории като корабния дневвник, писма и вестници.
Зрителят остава с неясен относно съдържанието на истината и надеждността на отделните източници, особено след като повествователните позиции често са неясни и малко дефинирани.
Например Фрида Графи отбелязва, че докладът на хрониста е „твърде фиктивен, за да може една хроника да бъде прекалено дълга за дневник“.
За Майкъл Тотенберг, „Носферату“ е „опит за изследване на възможностите на филма“.
Важна наративна функция е междинното заглавие. Неговият брой е необичайно висок на 115. Заглавията, нарисувани от Албин Грау, показват стилизирано латинско писане на хартиен фон, в диалозите ярко оцветени, по-модерно писане и с писма на немски Kurrentschrift. Страници от „Книгата на вампира“ се появяват в разбит печат. Субтитрите изглеждат като кинематографични настройки: избледняване около тях, камерата се придвижва към тях или далеч от тях, страниците са обърнати.

### Монтаж
С над 540 настройки, „Носферату“ е доста бърз филм за това време. Влиянието на революционното редактиране на Дейвид Уорк Грифит в „Нетърпимост“ (1916) става ясно.
Според Томас Елзаесер темповото впечатление у зрителя се забавя от факта, че отделните сцени са монолитни единици сами по себе си и Мурнау не пресича хармонични връзки, които ускоряват потока на действието, като по този начин не следва критериите за монтиране на непрекъснатост. Режисьорът не приписва на събитията ясна времева последователност и не ги свързва по критерии за причинно-следствена връзка.
Усещането, създадено на зрителя, е това на „сънната логика“ в механизмите на причинно-ефекта и проследяването на събитията за по-психологично действащо представяне на взаимните зависимости и атракциите на фигурите във фонов режим. Зийслен и Юнг описват филма като „велико изображение на настроението, което е много повече от филмов разказ“.
Този филмов дизайн, като сън, който никога не се разкрива, води до очевидни логически прекъсвания. Затова остава неясно защо графът се интересува от Рунейнхаус в Уисборг, преди да пламне любовта му към Елен, или защо Елен чака Хутер на плажа, като тя трябва да го чака на пътя.
Тези и други „грешки“ във времето и пространството кулминират в монтажа, при което вампирът и Елен са свързани един с друг, въпреки че са разделени със стотици километри помежду си: Моментът, в които графът, все още е в Карпатския си замък и гледа на дясно, е последван от сцена, в която Елен, в Уисборг, протяга ръцете си в очакване, обърната на ляво. Наблюдателната ос между двете фигури е свързана и пространственото разстояние е преодоляно.
Сцената предизвиква „не впечатление за пространствена връзка, а за идея или визуален дар на фигурите“, отбелязва Хулоки.

### Музика
Ханс Ердман озаглавява своята филмова музика за „Носферату“ като „Fantastisch-romantische Suite“. Заглавието разкрива, Берндт Хелър, „общо недоразумение“. Противно на филмовото подзаглавие Symphonie des Grauens, Ердман по-малко разчита на елементи като ужас, трепет и шок, които обикновено са свързани с вампира, а на изображения на настроение, съответстващи на намеренията на режисьора, в които преображението на природата и приказка-подобен характер на филма отразяват. Подобно на Мурнау, Ердман обяснява в музиката си „заплитането на демонизма в легенди, приказки и природа“.
Резултатът на Ердман е публикуван в изданията за голям оркестър и в Salonorchester от издателя Bote & Bock. Десетте отделни парчета носят типични реликви на киното: идиличен, лиричен, призрачен, бурни, разрушени, безразсъдни, странни, гротески, безразборни и разсеяни. Берндт Хеллер предполага, че отделни части са били повторени за представленията, за да придружават героите в лайтмотива. Хелър също така разглежда многократното използване на единични изречения за нови живописни ситуации, като променя характера на парчето, например като променя представянето на темпото и динамиката.
През 2003 г. испанският художник Жозе Мария Санчес-Верду пише нова филмова музика за произведението на Мурнау, коментирайки филма по модерен, съгласуван начин.
През 2015 г. филмът на Мурнау „Носферату“ е прожектиран с филмовата музика на Матю Аукоин, с участието на Лосанджелския оперен оркестър и се води от композитора на The Theatre at Ace Hotel в Лос Анджелис

## Теми и мотиви

### Природа
В допълнение към пейзажите, режисьорът представя паноптиката на животинския и растителния свят: от микроскопичния образ на полипите до капан за мухъл на Венера, стояща хиена, дори за срамежливи коне. Мурнау символизира „фатална верига на връзката на ядене и консумиране“, отбелязва Елзаесер. „Природата във всичките ѝ поглъщащи и смущаващи аспекти изисква нейното право“.
Според Фрида Графи сцените, които произтичат предимно от културни филми, имат функцията да „натурализират вампира“, да го вграждат като компонент на природата, за да направи ефекта на власт още по-зловещ. Като „немъртъв“, той е „извън категориите на вината и разкаянието“, отбелязва Пфлаум.
Самият вампир, освен с човешко-рационалните и животинските качества, се характеризира и със своята твърдост и неравномерни движения и с механичен компонент. Фигурата по този начин нарушава всички опити за категоризация. От друга страна, силната връзка между вампира и природата е поводът на зрителя да съчувства на фигурата. Когато страшната фигура се идентифицира като част от природата, вече не е възможно да избягаме от чувствата на състрадание. Това е особено очевидно в сцената на смъртта на Орлок, където виковете предизвикват подозрения за предателство, отблъскващото същество става човек в борбата със смъртта.
В изчерпателното разбиране на всички феномени на природата виждаме и млади пантеистични аспекти: съществува божествена връзка между всички неща, които се стремят към хармония и съвършенство, но те също имат латентна демонична опасност. Инстинктът на животните (във филма срамежливите коне) първо поема тази заплаха. В този контекст Гелер и Кастен също се позовават на приятеля на художника Мурнау Франц Марк и неговите метафизични животински представителства, по-специално картината на животинското богатство от 1913 г., което представлява създанията в борбата за първоначалната хармония на рая.

### Романтизъм
Мурнау следва тенденцията на 20-те години на 20. век да търси преобразуващ и романтизиращ възглед за пре-индустриалните времена с уреждането на своята история в началото на 19 век и естествената ѝ стабилност. Подобно на Фриц Ланг, във филми като Der tüde Tod (1921) показва тенденция за бягство към „Стария немски“, Бидермайер, което може да се тълкува като страх от модерността. От друга страна, използването на тези най-нови производствени техники и форми на организация на времето, за да се върнат обратно, поради тази причина Клаус Кремейер не счита Мурнау за реакционен художник: „Техничността, геометрията-съзнанието на филмовата му работа го подчертава [...] като решен модернист“.
Мурнау обаче показва в естествените си изображения и картинни композиции копнежните и преобразуващите елементи на романтизма, най-очевидно изображението на Каспар Дейвид Фридрих, чиито преобразувания са вдъхновение за многото живописни конструкции на Мурнау.
Графе признава, особено в сцени с Елен, някои препратки към произведения на Фредерик, като например Frau am Fenster или Friedrichs Strandbilder.
Според Грейв, Елен е олицетворяваната меланхолия, която Фройд описва като кървящ вътрешен живот в тези изкуствено създадени филмови образи, отбелязва Графе. Други топоси на романтизма, като враждебността на природата и силата на съдбата, се появяват в началото на филма: Елен пита съпруга си, който ѝ носи букет цветя: „Защо убивате красивите цветя?“ Един минувач предупреди Хутер небрежно: „Никой не е избягал от съдбата си.“

### Политика и общество
В книгата си „Von Caligari zu Hitler“ (1947) Сигфрид Кракауер поставя Ваймарски период на киното в контекст с появата на диктатурата в Германия и нарича фигурата на вампира „кръвожадна, изобилна тиранинска фигура.“
Погледът на Кракауер следва например Кристиане Мюкенбергер, който нарича филма „една от класическите тиранични истории“, както и Фред Гилер и Улрих Кастен, които също така класифицират „Носферату“ като „филм на тиранията“. Също Злийсен и Юнг виждат вампира като „метафизичен символ на политическата диктатура“. Подобно на много подобни фигури в мълчаливите филми на това време, той бил тираничен само защото чувствал, че не бива да бъде обичан. Той би могъл да бъде завладян само с любов.
Това че „Носферату“ трябва да отразява директно събитията от Първата световна война и объркването на следвоенния период, потвърждава Албин Грау. Филмът се отнася до опита на войната и е „помощ за разбирането, дори само несъзнателно, какво се крие зад това огромно събитие, сърцето като космически вампир“. Също така, Гилер и Кастен се позовават на социалната и политическата нестабилност на времето и виждат фигурата на вампирите като проява на колективни страхове. Сянката на „Носфератус“ стои над „често застрашеното, нестабилно общество, измъчвано от тъмни страхове. Той идва във вселена, която е уязвима от насилие и ужас.“
Антон Каес вижда „антисемитични структури и мотиви“ в представянето на чуждата отчужденост в образа на Орлок: Как имигрантите „източните евреи“ в края на XIX в. идват от Източна Европа. Характеризирането им като „кръвожадни“ и изображенията на плъховете, разпространяващи чумата, пробужда в Каес асоциацията към антисемитични стереотипи, използвани например в пропагандата на Фриц Хипър (1940). Томас Коебър обаче счита, че това мнение е абсурдно.

### Сексуалност
Взаимозависимостта и манипулацията на фигурите помежду им също могат да бъдат прехвърлени в областта на сексуалността. Гюнтер Е. Грим нарича „Носферату“: „травматичното компенсиране на сексуалността, забранено в буржоазното общество“. Когато Елен най-накрая позволява на вампира да влезе в спалнята ѝ, това може да се прочете като представяне на старата народна вяра, че само една невинна девица може да спаси града от чумата. От друга страна, това е и оценка, че младата жена се бунтува с действията си срещу принудителния брак и се опитва да преодолее сексуалната неудовлетвореност от отношенията си с Хутер. Противно на изтънчения Хутер, вампирът е „потиснатата сексуалност, която се влиза в идиличния живот на младоженците“, както отбелязва Каес.
За Коебнер, „Носферату“ е „любопитна, само половин криптирана триада“ и животинското броене „пуританското криптиране на сексуалните апетити“. Огромната импулсивност, която Елен и Орлок си дават сами, не остава ненаказана във филма: И графът, и Елен умират, а Хутер е само свободен отново, след като жена му е фатално обединена с чудовището.
Елсаесер оценява сексуалната конотация на филма и биографично: във фигурата на Орлок хомосексуалният Мурнау се занимава с изместването на собственото си хомосексуално желание към мощни двойници, които отразяват тъмната страна на собствената му сексуалност.
Стан Брахейдж има биографичен произход. Фигурата се отнася до личния ужас на Мурнау. Хутер се свежда до уплашеното дете, което е немощно пред „бащата“ Носферату. Елен беше майката, която спаси детето от природата и делото си.

### Окултна символика
Постановка на филма създава впечатлението, че свръхестествените събития са закотвени в реалния свят. Рисуването на вампира не е само като магическа, но в същото това време и на истинска фигура.
Влияние на окултизма е особено видимо в облика на писмото, което Кнок получава в началото на филма. В две кратки настройки, които заедно отнемат само няколко секунди, човек вижда кабалистично изглеждаща тайна, чийто код Силвайн Екертие смята за доста интерпретативен. В допълнение към знаци като Малтийският кръст и свастиката могат да се видят букви от еврейската азбука, както и астрологически символи.
Силвин Екертиер интерпретира текста като обявяване на Орлок – също духовно – пътуване в напрежението между мъжкия принцип, представен от Юпитер, женската, символизирана от Венера, и смъртта, зад която стои Сатурн.
Освен това има декоративни рисунки на череп, змия и дракон, които Екертиер счита за „по-зрелищни, отколкото автентични“. Остава отворено дали писмото е „кокетство на режисьора, или ъгъл за окултистите?“

## Рецепция

### Класификация и оценка
Улрих Грегор и Ено Паталас оценяват „Носферату“ като квантов скок в киното на Мурнау, талантът му става „за пръв път видим във всяка обстановка“. Иновацията се крие в революционния дизайн на вампира, отбелязва Ларс Пенинг, „това несъмнено е най-страшната фигура, която киното някога е познавало“.

За Гюнтер Е. Грим: 
| „ | филмът несъмнено е най-ефективният от старите вампирски филми, които до днес не са загубили от очарованието си за съвременните режисьори. | “ |

Томас Елзаешър подчертава привлекателността на филма, чрез опозицията между техническото съвършенство и неговата главно психологически действаща тема: 
| „ | Поезията на Мурнау е резултат от отдалеченото и почти клиничното приложение на техническото майсторство на немската фотография и камерната работа върху емоционално заредените и дълбоко болезнени страхове и чувства. | “ |

Клаус Креймейър потвърждава „автентичността на съня“ на „Носферату“ и фиктивния (т.е. конотационния) характер на това, което наричаме реалност.
Лот Е. Айснер критикува лошата игра, определя изпълнението на актьора като „не никак значимо“. Тя приписва на факта, че по онова време Мурнау не е достатъчно опитен в посока на актьорите.

## Римейк на филма
Римейкът на режисьора Вернер Херцог, „Носферату – призракът на нощта“ играе Клаус Кински (като граф Дракула, а не Орлок) е осъществен през 1979 г.
Планираният римейк на режисьора Дейвид Лий Фишър е в процес на разработване след успешното му финансиране от Kickstarter на 3 декември 2014 г. На 13 април 2016 г. се съобщава, че Дъг Джоунс е бил получава ролята на граф Орлок във филма и снимките започват. Филмът използва зелен екран, за да вмъкне оцветени фонове от оригиналния филм на върха на живо, процес, използван по-рано от Фишър.
На 29 юли 2015 г. се съобщава, че римейк на филма ще е режисиран от режисьора, на „Вещицата“ (от анг. The Witch) Робърт Егърс, продуциран от Джей ван Ной и Ларс Кнудсен. На 12 ноември 2016 г., Егърс отново потвърждава филма като негов следващ проект.
Getty Images пуска версия.